# Juan Antonio Álvarez de Arenales
Pour les articles homonymes, voir Arenales.
Juan Antonio Álvarez de Arenales (Reinoso, Espagne, 1770 ― Moraya, Bolivie, 1831) était un militaire et homme politique argentin.
Ayant embrassé la carrière militaire, il prit du service dans le Haut-Pérou (subdivision de la vice-royauté du Río de la Plata) et, quoique d’origine espagnole, eut une part active dans la révolution (pour partie indépendantiste) de Chuquisa de 1809, organisant notamment la milice locale. Ayant pu, après la reprise en main par les troupes espagnoles, échapper aux persécutions, il revint dans sa province de Salta et, dans les années suivant la révolution de Mai (1810), apporta son concours à l’armée du Nord de Belgrano lors de ses tentatives répétées (pour lors infructueuses) de reconquérir le Haut-Pérou, envahi par les troupes royalistes. 
En 1819, il s’enrôla dans l’armée des Andes mise sur pied par San Martín et eut un rôle actif dans la conquête du Chili, du Pérou et de l’Équateur sur les Espagnols. Revenu dans sa province début 1804 et nommé gouverneur de Salta, il fit figure de bon gestionnaire, mais, de tendance unitaire, eut bientôt maille à partir avec la faction fédéraliste, qui tenta plusieurs coups de force, dont un finalement réussit en 1827, le contraignant à l’exil en Bolivie et mettant fin à son activité politique.

## Biographie
Il est généralement admis que Juan Antonio Álvarez de Arenales naquit en Espagne, dans la localité dénommée Villa de Reinoso, en Vieille Castille, en 1770 ; selon d’autres auteurs cependant, il pourrait avoir vu le jour dans la ville de Salta, dans le nord de l’actuelle Argentine. Ses parents étaient Francisco Álvarez Arenales et María González.
En 1784, il déménagea avec sa famille à Buenos Aires, où il fut formé en vue d’embrasser la carrière ecclésiastique ; Arenales toutefois choisit la carrière militaire.

## Engagements politiques et militaires dans le Haut-Pérou
Ses études achevées, il fut caserné dans le Haut-Pérou, où il prit part, le 25 mai 1809, à la révolution de Chuquisaca, le premier d’une série de mouvements révolutionnaires déclenchés dans la vice-royauté du Río de la Plata au début du siècle et dirigés contre la domination espagnole. Ainsi eut-il un rôle actif dans la création de la première Junta  (gouvernement local) à vouloir s’affranchir de la tutelle coloniale espagnole. Chargé du commandement militaire, il mit sur pied des milices, mais, l’insurrection une fois matée par le corps expéditionnaire espagnol commandé par le monarchiste Vicente Nieto, les troupes d'Arenales se dispersèrent et lui-même fut mis en arrestation. Envoyé comme prisonnier aux casemates de Callao, il réussit à s’enfuir, à une date inconnue, et s’en vint secrètement à Salta. Là, il épousa Serafina de González Hoyos, jeune fille issue d'une influente famille criolla (c'est-à-dire d’Espagnols nés aux Amériques), puis fut nommé conseiller municipal au cabildo local. En 1812 cependant, à la suite de l’invasion des troupes royalistes, il fut de nouveau mis en détention.
Après que Manuel Belgrano, nommé général en chef des forces armées des Provinces-Unies du Río de la Plata, eut remporté une victoire patriote décisive à la bataille de Tucumán, les 24 et 25 septembre 1812, le général-major Eustoquio Díaz Vélez parvint à reprendre Salta pour quelques jours, suffisamment longtemps que pour remettre Arenales en liberté, avant que le général vaincu Pío Tristán, revenu entre-temps, ne réussît à s’emparer à nouveau de la ville. Arenales, forcé de fuir, se rendit auprès de Belgrano, qui lui conféra le grade de colonel. Il participa, en tant que chef d’état-major, à la bataille de Salta du 20 février 1813. En reconnaissance de sa brillante contribution à cette nouvelle victoire des armées révolutionnaires, l’Assemblée de l'an XIII lui octroya la citoyenneté argentine, à titre de résident de la province de Salta.
Avec la Deuxième Expédition auxiliaire dans le Haut-Pérou (es), Arenales entra dans le Haut-Pérou et fut désigné gouverneur de Cochabamba. Après les défaites de Vilcapugio (en) et d’Ayohúma, il tenta pendant un temps de défendre sa province, mais fut battu. Néanmoins, il se porta au secours d’Ignacio Warnes (es) pour préserver la province de Santa Cruz de la Sierra. La guerre d’escarmouches qu’il mena ensuite se révéla tellement efficace que le général Joaquín de la Pezuela se vit contraint d’abandonner les provinces septentrionales argentines. De 1814 à 1816, Arenales resta à la tête de la républiquette de Vallegrande (es), dans l’actuelle Bolivie.
Par sa victoire à la bataille de La Florida (es), où il reçut de nombreuses blessures et manqua de laisser la vie, il permit à l’armée du Nord, emmenée par José Rondeau, de pénétrer dans le Haut-Pérou, pour une troisième tentative de récupérer ce territoire et de le replacer sous l’autorité du gouvernement révolutionnaire de Buenos Aires, tandis qu’Arenales se rendait à nouveau maître de la ville de Cochabamba.
Lorsque les forces patriotes eurent été battues à Venta y Media (es), Rondeau, pour se réorganiser, se dirigea vers Cochabamba, où il fut cependant vaincu par Pezuela à la bataille de Sipe-Sipe, en novembre 1815. Arenales s’efforça de résister pendant quelques semaines, mais subit une nouvelle défaite à Samaipata et dut s’en retourner à Salta.

## Le Pérou et la campagne des Andes
À Salta, Arenales, élevé au grade de général, eut à affronter le caudillo Martín Miguel de Güemes en raison de la manière dont celui-ci mettait en œuvre sa stratégie de guerra gaucha (es), laquelle, pour efficace qu’elle fût dans la défense de la frontière nord du pays, était en même temps très coûteuse pour la province, en particulier pour les classes supérieures.
À la mi-1817, il fut nommé commandant en chef de l’armée provinciale de Córdoba, qui menait alors une lutte quasi ininterrompue contre de petits groupes de gauchos rebelles, mais Arenales n’obtint pas de résultats positifs contre ces combattants fédéralistes.
En 1819, il s’enrôla dans l’armée des Andes au Chili. Le général José de San Martín lui confia le commandement d’une division en vue de son Expédition libératrice du Pérou (en). Dès son arrivée sur les lieux, il se chargea de diriger les deux importantes campagnes militaires dans la sierra péruvienne, campagnes visant à se rendre maître de cette zone avant que les forces espagnoles royalistes ne pussent l’utiliser comme base d’opérations.
Durant la première de ces campagnes, il remporta quatre victoires : à Palpa, Nazca, Cuesta de Tarma et, la plus importante, à la bataille de Cerro de Pasco (es). Il réussit ainsi à s’emparer de plusieurs provinces péruviennes pour le compte des patriotes : Ica, Huamanga, Huánuco, Huancavelica et Pasco. Les royalistes craignirent alors de perdre le contact avec l’intérieur, de sorte qu’ils évacuèrent Lima, et, quoique San Martín envoyât Arenales entreprendre une deuxième campagne dans les montagnes, l’on ne put empêcher le vice-roi José de la Serna de se replier et d’occuper tout l’intérieur du pays. Quelques guérillas dirigées par le futur caudillo de Mendoza José Félix Aldao (es), tentèrent d’opposer une ultime résistance aux Espagnols dans cette zone, mais Aldao aussi dut finalement se retirer.
Après la proclamation de l’indépendance du Pérou en juillet 1821, Arenales fut nommé gouverneur des provinces septentrionales du futur territoire péruvien, où le gouverneur de Trujillo était passé dans le camp patriote.  Là, il fut chargé de l’instruction des troupes et de la préparation de la campagne militaire en Équateur, et en fut gratifié par le rang de grand maréchal. Pour pouvoir continuer d’organiser lesdites troupes, il sollicita l’aide du sénat péruvien, mais le fit de façon quelque peu irrévérencieuse et en fut sanctionné. Peu avant l’entrevue de Guayaquil entre les libertadores José de San Martín et Simón Bolívar, il tenta, mais sans succès, d’intercéder entre les deux hommes. Déçu, il se retira en 1823 à Salta.

## Gouverneur de Salta

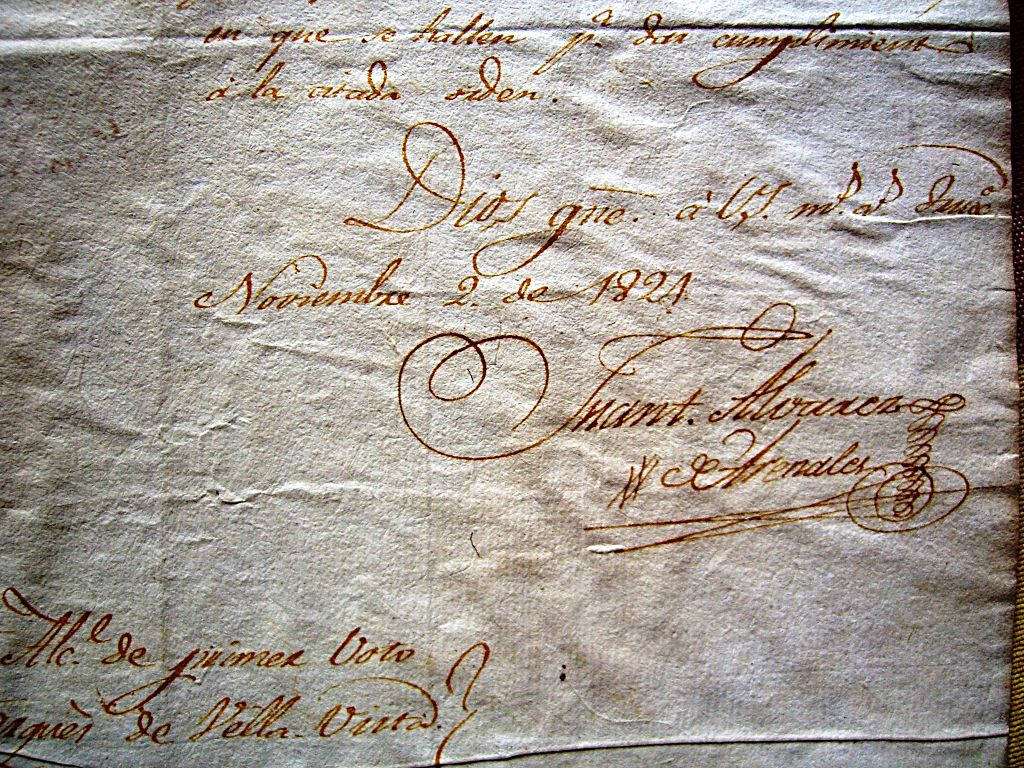
Signature d’Arenales.

Le 1er janvier 1824, il fut nommé gouverneur de Salta. Sa gestion fut ordonnée et efficace, et il s’appliqua à établir un gouvernement libéral à l’image de celui que Bernardino Rivadavia avait instauré dans la province de Buenos Aires. L’année suivante, il entreprit une ultime campagne dans le Haut-Pérou, espérant liquider le dernier réduit royaliste subsistant dans ces provinces ; mais le général royaliste Pedro de Olañeta mourut assassiné par ses propres soldats, et ses efforts en définitive n’aboutirent à rien. En outre, il échoua à réintégrer dans sa province la région de Tarija, qui en faisait partie auparavant.
Il engagea des troupes de Salta dans la guerre de Cisplatine, que se livraient alors l’empire du Brésil et les Provinces-Unies du Río de la Plata à la suite de la décision de la Bande orientale de se joindre à ce dernier État avec le statut de province. 
Il fut réélu gouverneur de sa province en 1826 et organisa une expédition de reconnaissance sur la rivière río Bermejo, dans le but de prévenir les attaques des indigènes du Chaco.
Cependant, les fédéralistes s’opposaient violemment à son gouvernement, l’accusant de vouloir se perpétuer au gouvernorat de sa province. En février 1824 déjà, une révolution avait éclaté contre lui, laquelle se termina par l’exécution de son meneur, le colonel Bernardino Olivera (es), héros de la guerra gaucha. Si une nouvelle révolution, déclenchée en mai 1826, avorta pareillement, celle qui survint en janvier 1827 eut davantage de succès. Arenales dépêcha le colonel Francisco Bedoya (es) — celui-là même qui avait battu Francisco Ramírez lors de son ultime bataille — pour affronter José Ignacio Gorriti (es), mais Bedoya fut battu et périt à Chicoana, le 7 février. La défaite des troupes du pouvoir en place contraignit Álvarez de Arenales et ses partisans à s’exiler en Bolivie.
Il retourna dans sa province lors de la guerre civile de 1829, mais cessa d’être actif en politique. Après la défaite des unitaires à la bataille de La Ciudadela, il s’en fut en Bolivie « pour visiter quelques parents ».

## Mort
Arenales mourut dans la localité de Moraya, en Bolivie, en 1831, au logis du colonel José Manuel Pizarro. Il y fut inhumé dans l’ossuaire commun, à l’exception du crâne, conservé par le colonel Pizarro et remis ensuite dans la ville de Buenos Aires à María Josefa Arenales de Uriburu, fille du défunt et mère du futur président de la République argentine, José Evaristo Uriburu. En mai 1959, ses restes furent transférés à Salta et déposés dans le Panteón de las Glorias del Norte de la República, à l’issue d’une émouvante cérémonie civico-militaire dans la cathédrale de Salta.

## Traits de personnalité
Arenales était un militaire avant tout, qui ne s’habillait jamais en civil, qui se passait de serviteurs, sellant lui-même sa mule, et au besoin, la ferrant lui-même. Il ne permettait pas à quiconque de le traiter avec familiarité et respectait au pied de la lettre les hiérarchies militaires. 
Il fut un patriote (indépendantiste) convaincu, favorable à la révolution survenue dans les Provinces-Unies du Río de la Plata et un lutteur infatigable pour le maintien de l’unité des territoires ainsi devenus indépendants de la couronne espagnole.

## Corrélats
- Guerre d'indépendance de l'Argentine
- Guerres civiles argentines
- Armée du Nord (Argentine)
- Armée des Andes